# Nakasu Iwa
Nakasu Iwa är en kulle i Antarktis. Den ligger i Östantarktis. Norge gör anspråk på området. Toppen på Nakasu Iwa är 1 958 meter över havet.
Terrängen runt Nakasu Iwa är huvudsakligen platt, men söderut är den kuperad. Terrängen runt Nakasu Iwa sluttar västerut. Trakten är obefolkad. Det finns inga samhällen i närheten. 